# Гаррі Росенсверд
Гаррі Росенсверд (швед. Harry Rosenswärd, 20 квітня 1882 — 16 липня 1955) — шведський яхтсмен.
Олімпійський чемпіон 1912 року в класі 10 метрів.